# Les Dalton courent toujours (album)
Les Dalton courent toujours est le vingt-troisième album de la série Lucky Luke, sorti en 1964. Les auteurs sont Morris et René Goscinny. L'album contient deux épisodes : Les Dalton courent toujours et Les Dalton sur le sentier de la guerre. 